# 目錄結構
在计算机领域，目录结构是用户访问操作系统內電腦檔案的方式。電腦檔案通常以分层的樹狀結構显示。

## 文件名和扩展名
檔案名稱是一个字符串，用于唯一标识存储在目錄結構上的文件。在32位元操作系统出现之前，文件名通常仅限于短名称（大小为6到14个字符）。現在的操作系统通常允许更长的文件名（每个路径名元素超过250个字符）。